# Federația Română de Fotbal
Federaţia Română de Fotbal ('FRF) är Rumäniens fotbollsförbund. De ordnar med Rumäniens herrlandslag i fotboll och de flesta rumänska fotbollstävlingar. Förbundet finns i Rumäniens huvudstad Bukarest. Förbundet bildades 1909, gick med i Fifa 1923 och Uefa 1954.

## FRF:s tävlingar
- Liga II
- Liga III
- Cupa României
- Supercupa României
- Upp- och nedflyttnings-playoffmatcher för Liga I, Liga II och Liga III
- Damligan: Liga I Feminin
- Ungdomsturneringar
- Futsalturneringar